# Rajon Kaszjukowitschy

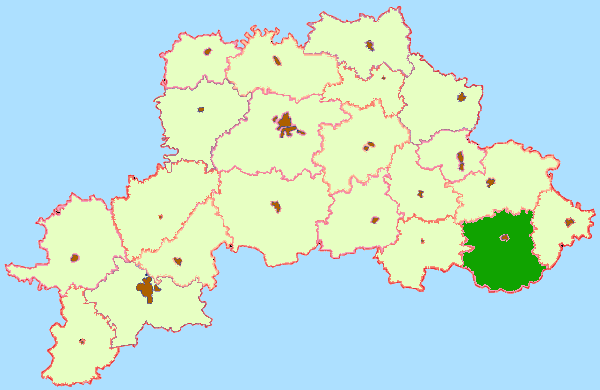
Rajon Kaszjukowitschy in der Woblast Mahiljou

Der Rajon Kaszjukowitschy (belarussisch Касцюковіцкі раён; russisch Костюковичский район) ist eine Verwaltungseinheit in der Mahiljouskaja Woblasz in Belarus mit dem administrativen Zentrum in der Stadt Kaszjukowitschy. Die Fläche des Rajons beträgt 1493,84 km².

## Geographie
Der Rajon Kaszjukowitschy liegt im Osten der Mahiljouskaja Woblasz. Die Nachbarrajone in der Woblast Mahiljou sind im Norden Klimawitschy, im Osten Chozimsk und im Westen Krasnapolle. Im Süden grenzt der Rajon Kaszjukowitschy an die Homelskaja Woblasz.